# Calvaire du Saint-Esprit
Le calvaire du Saint-Esprit est une croix monumentale située à Dinan (ancienne commune de Léhon), en France.

## Généralités
Le calvaire est situé avenue du Saint-Esprit, sur le territoire de l'ancienne commune de Léhon, actuelle commune de Dinan, dans le département des Côtes-d'Armor, en région Bretagne, en France.

## Histoire
La croix date de la fin du XIVe siècle ou du début du XVe siècle et sa construction est plus probablement due à la présence d'une chapelle à côté (disparue depuis), qu'à la présence des troupes anglaises qui occupaient le site à la fin du XIVe siècle,. Jusqu'à la révolution, la croix possédait au niveau de son socle trois statues représentant saint Malo, saint Samson et saint Magloire,.
Le calvaire est classé au titre des monuments historiques par arrêté du 13 juillet 1907.

## Description
L'allure générale du calvaire peut surprendre à cause du contraste entre un large socle très architecturé et une fine colonne. Le socle est hexagonal, décoré et possède de petits arcs-boutants dont les culées sont ornées d’animaux et surmontées de chapiteaux. Le fût est une fine colonne cylindrique s'élevant à plus de 3 mètres et est surmonté d'une croix. La croix est sculptée en relief et représente plusieurs scènes historiées : Annonciation, Nativité, La Vierge et l'Enfant, le Couronnement de la Vierge, la Trinité,,.

## Galerie

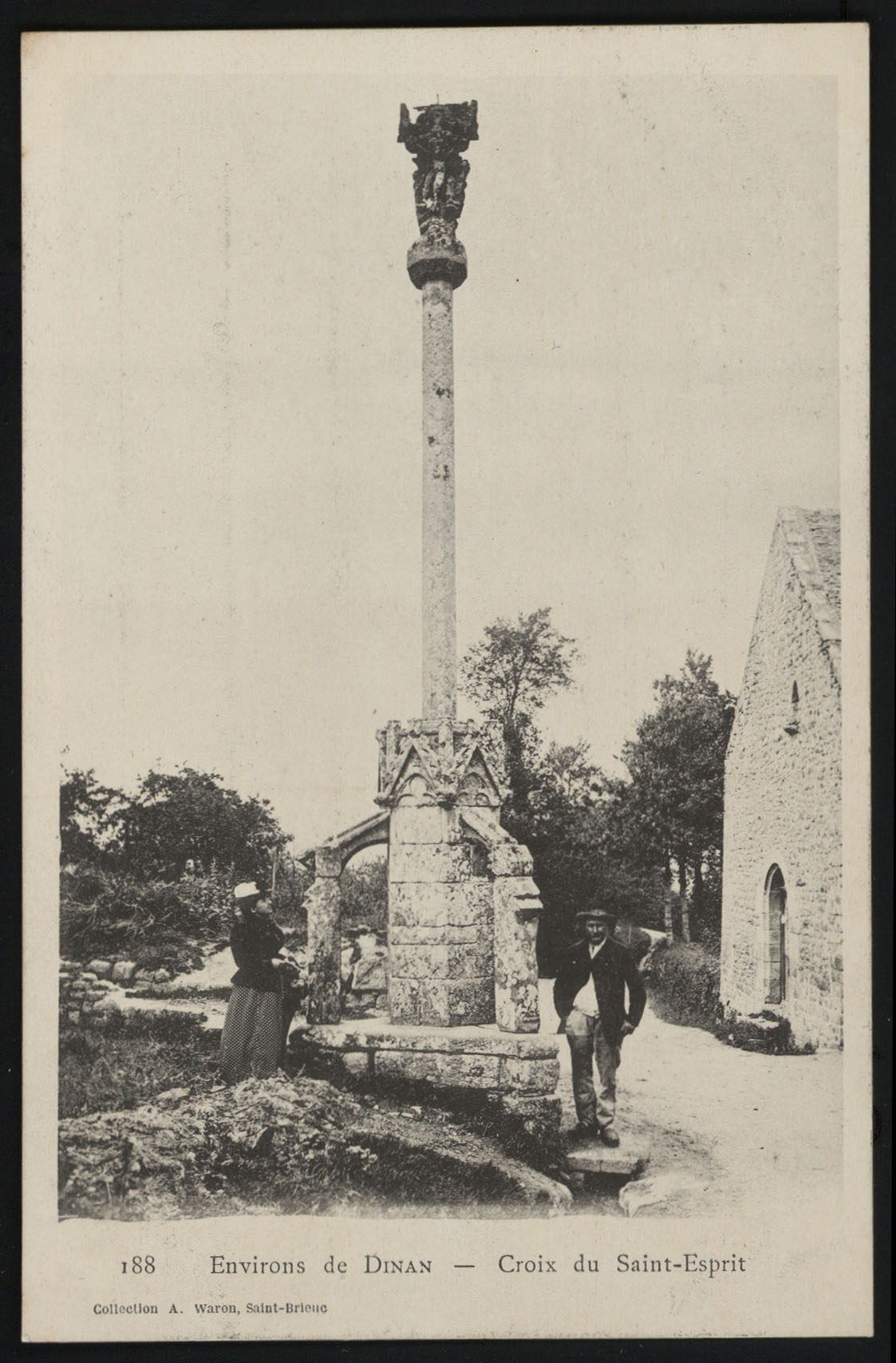
la croix début XXe siècle
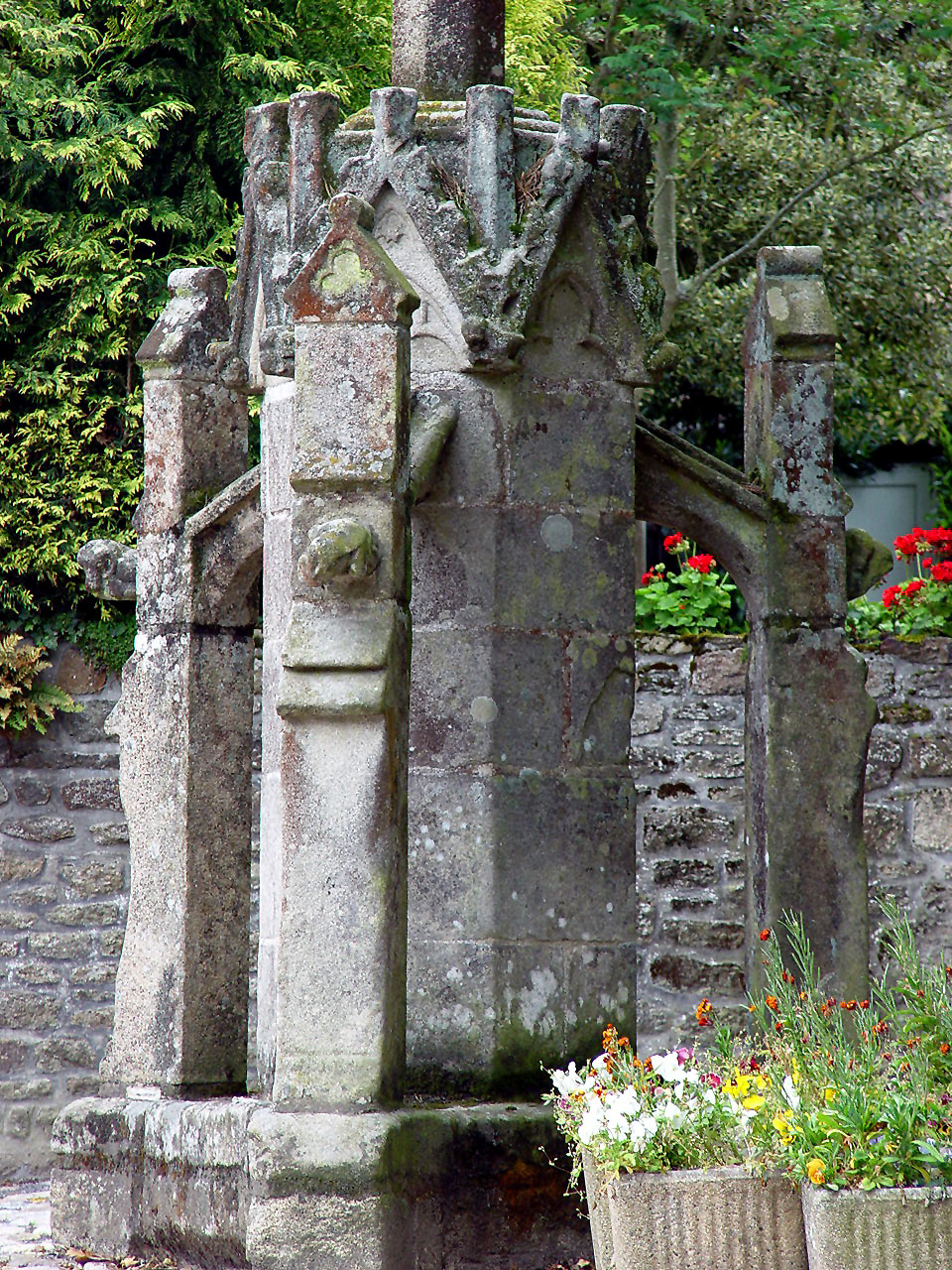
Détail du socle
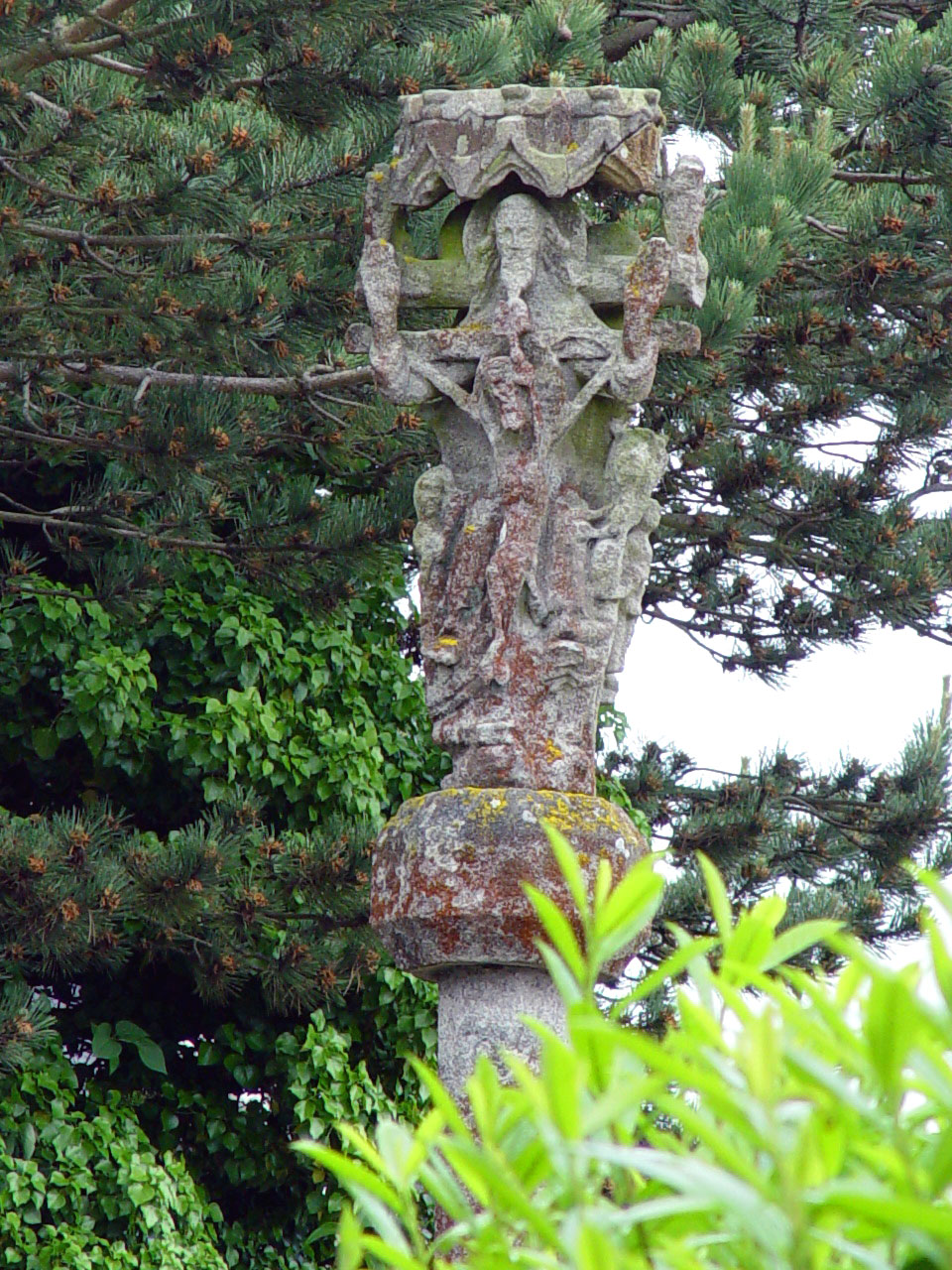
Détail de la croix